# FN P90
FN P90 là một loại súng tiểu liên thuộc loại vũ khí phòng vệ cá nhân dùng cỡ đạn 5.7×28mm được thiết kế bởi nhà sản xuất vũ khí FN Herstal của Bỉ. Được tạo ra để đáp ứng yêu cầu của NATO về việc thay thế vũ khí dùng loại đạn 9×19mm Parabellum, P90 được thiết kế như một loại súng nhỏ gọn nhưng mạnh mẽ dành cho các lực lượng đặc biệt, và đội chống khủng bố,...
P90 có thiết kế báng súng nhỏ gọn, tay cầm làm bằng polymer và hợp kim gia cố. Vũ khí chứa một số tính năng cải tiến trong đó có băng đạn gắn phía trên và đạn 5.7x28mm còn biết với tên SS90 dành riêng cho loại súng này để có thể tăng khả năng xuyên thủng qua áo giáp hơn đạn của súng ngắn thông thường. Ngoài ra loại đạn này còn được sử dụng bởi khẩu Five Seven
P90 hiện đang được sử dụng trong quân đội và lực lượng cảnh sát tại hơn 40 quốc gia trên toàn thế giới cũng như bởi hơn 200 đơn vị thực thi luật pháp cùng một số lực lượng bí mật tại Hoa Kỳ. Kiểu PS90 dùng trong thể thao này cũng trở nên phổ biến với các xạ thủ là dân thường.
)

## Thiết kế
P90 sử dụng cơ chế nạp đạn máy lùi tự do với khóa nòng đóng. Để giảm trong lượng và chiều dài P90 sử dụng thiết kế bullpup và khung cùng hầu hết các chi tiết làm bằng nhựa chịu lực. Hộp đạn chứa được 50 viên với hai hàng. Và để súng trở nên nhỏ nhất có thể P90 sử dụng thiết kế đặt hộp đạn nằm dọc trên thân súng với đạn được xếp nằm ngang theo chiều rộng của súng. Hộp đạn có một rãnh xoắn ốc ở đầu để viên đạn theo đó được đẩy xoay 90 độ xuống khoang chứa đạn.

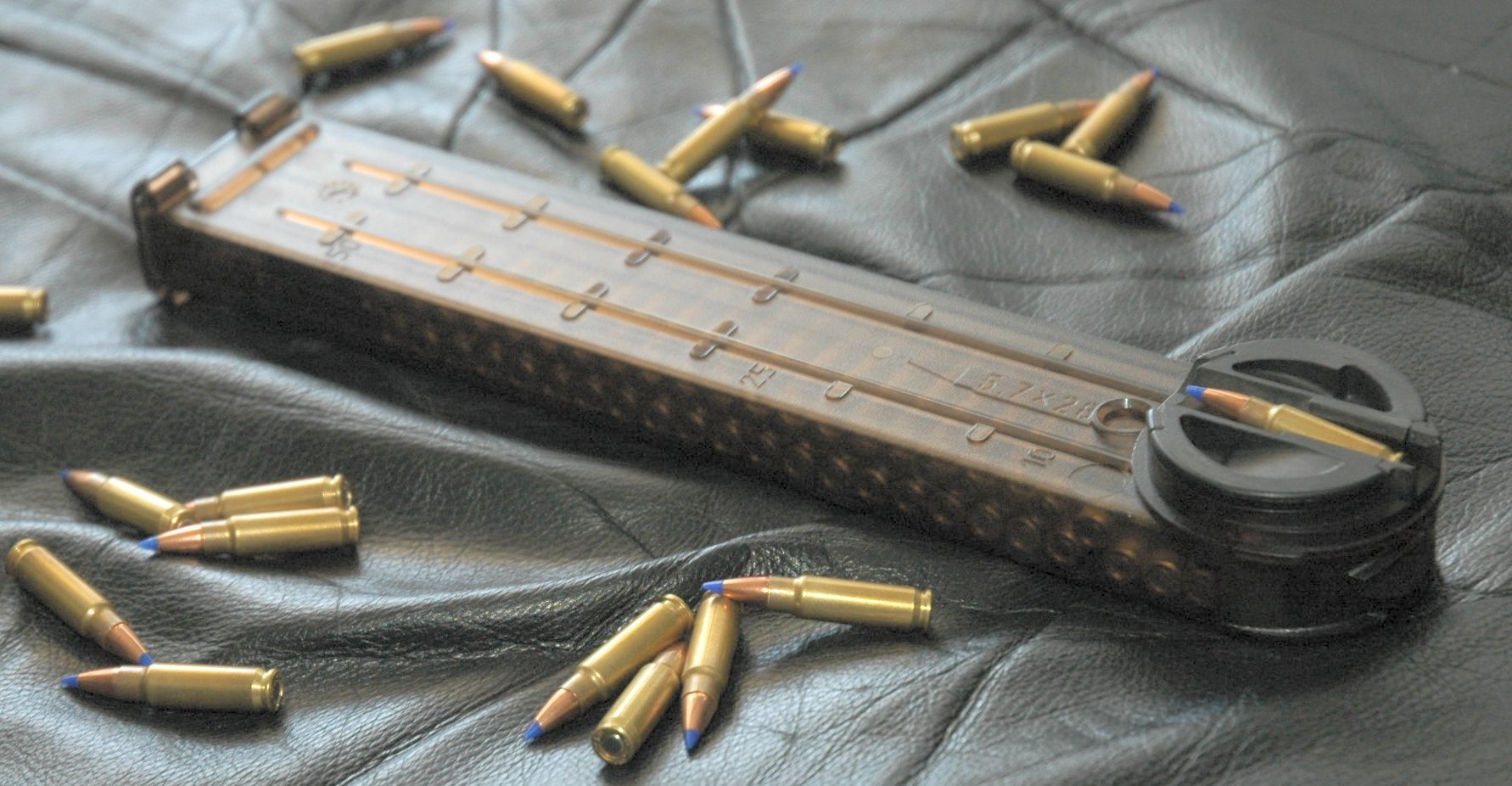
Hộp đạn P90

Súng được thiết kế để bắn thuận cả hai tay. Khe nhả đạn của súng nằm ở bên dưới thân súng và phía sau cò súng để vỏ đạn không văng trúng mặt xạ thủ dù sử dụng tay nào. Nút chọn chế độ bắn nằm ngay dưới cò súng trong vòng bảo vệ để xạ thủ có thể điều chỉnh bằng cả hai tay. P90 không có báng phần nhô ra phía sau để nhả vỏ đạn cũng là phần tỳ vào vai xạ thủ để tiết kiệm không gian. Các bộ phận của súng được thiết kế theo kiểu từng khối để dễ dàng tháo ráp và bảo trì với bốn khối chính.
Hệ thống nhắm cơ bản của súng là hệ thống nhắm chuẩn trực với điểm ruồi dự phòng. Phiên bản P90 USG có hai thanh răng để gắn các hệ thống nhắm thích hợp.

## Các quốc gia sử dụng
- Bỉ
- Việt Nam: Lực lượng Đặc công Việt Nam từng có cơ hội trải nghiệm sức mạnh của mẫu súng tiểu liên FN P90 khi tham gia diễn tập đột kích chống khủng bố cùng đặc nhiệm 15 nước ADMM+ tại Trung tâm huấn luyện đặc nhiệm Sarimbun, Singapore hồi năm 2016.